# Freestyle alla XXVI Universiade invernale
Le gare di freestyle della XXVI Universiade invernale si sono svolte dal 15 al 18 dicembre 2013 al Monte Bondone, in Italia. In programma quattro eventi.

## Podi

### Uomini
| Evento     | Oro            | Punteggio      | Argento          | Punteggio    | Bronzo              | Punteggio |
| Slopestyle | Kalle Leinonen | 87,60          | Szczepan Karpiel | 87,00        | Janne van Enckevort | 84,20     |
| Ski cross  | Mateusz Habrat | Mateusz Habrat | Igor' Omelin     | Igor' Omelin | Jiří Čech           | Jiří Čech |

### Donne
| Evento     | Oro              | Punteggio        | Argento              | Punteggio            | Bronzo          | Punteggio       |
| Slopestyle | Alexis Keeney    | 82,60            | Fabienne Werder      | 65,20                | Katie Souza     | 62,60           |
| Ski cross  | Dar'ja Nikolaeva | Dar'ja Nikolaeva | Violetta Koval'skaja | Violetta Koval'skaja | Viktorija Struk | Viktorija Struk |

## Medagliere
| Pos.   | Paese       | Oro | Argento | Bronzo | Totale |
| ------ | ----------- | --- | ------- | ------ | ------ |
| 1      | Russia      | 1   | 2       | 1      | 4      |
| 2      | Polonia     | 1   | 1       | 0      | 2      |
| 3      | Stati Uniti | 1   | 0       | 1      | 2      |
| 4      | Finlandia   | 1   | 0       | 0      | 1      |
| 5      | Svizzera    | 0   | 1       | 0      | 1      |
| 6      | Paesi Bassi | 0   | 0       | 1      | 1      |
| 6      | Rep. Ceca   | 0   | 0       | 1      | 1      |
| Totale | Totale      | 4   | 4       | 4      | 12     |